# サンライナー
サンライナーは、かつて西日本旅客鉄道（JR西日本）が岡山駅 - 福山駅間を山陽本線経由で運行していた快速列車である。

## 概要
1989年3月11日のダイヤ改正で、岡山駅 - 福山駅間で快速「SUNライナー」として運転を開始。1984年2月に同区間で快速の運転を終了して以来、およそ5年ぶりに快速が復活した。のちに「サンライナー」に名称を変更し、主に朝ラッシュ後から30分間隔で運行されていたが、日中は2009年3月14日、朝ラッシュ時は2019年3月16日のダイヤ改正でそれぞれ廃止となり、夕方以降のみ運転されるようになった。
2021年3月のダイヤ改正では、土休日の運転本数が大幅に減便され、上下16本から上下3本となった。
2022年3月のダイヤ改正で運行を終了した。

## 運行概況
2021年10月2日時点では、岡山発福山行きの下りが8本、福山発岡山行きの上りが7本が運転されており、岡山駅 - 福山駅間をおよそ50分で結んでいた。
原則として下り列車は福山駅では上り6番のりばに到着するため、2009年3月14日のダイヤ改正以前は、尾道・三原方面へは同一ホームで乗換ができる笠岡駅で緩急接続していたが、2009年3月14日のダイヤ改正以降は、笠岡駅での緩急接続が一時なくなっていた。2017年3月4日時点では、下りは一部が金光駅もしくは笠岡駅で、上りは一部が新倉敷駅もしくは倉敷駅で緩急接続していた。以前は、福山駅下り3番のりばに到着後、備後赤坂駅まで回送して折り返していた。このため、上下とも福山駅で緩急接続していた。また過去には岡山駅で高松行きの快速「マリンライナー」に変更する列車（パノラマグリーン車連結の213系を使用）も存在していた。
土曜・休日の昼間の列車が、尾道駅・糸崎駅・三原駅のいずれかまで快速扱いで延長運転されたこともあったが、その際には松永駅にも停車した。また、三原駅行きは糸崎駅を通過するダイヤだったこともある。
2009年3月14日のダイヤ改正から三原行きが設定され、福山から先は各駅に停車していたが、2017年3月4日のダイヤ改正で廃止された。

### 停車駅
岡山駅 - 倉敷駅 - 新倉敷駅 - （金光駅） - 笠岡駅 - 東福山駅 - 福山駅
- （ ）は下り一部の列車のみ停車。
- 朝ラッシュ時に運行されていた頃には、鴨方駅・里庄駅（上り）に停車するものや、岡山駅 - 倉敷駅間を各駅に停車するもの（上り）もあった。
- 過去には夜間の列車で西阿知駅（下り）・大門駅（上り）に停車するものもあった。
- 中庄駅を最寄りとする倉敷マスカットスタジアムでプロ野球の試合が開催される際は、一部列車が同駅に臨時停車した。

### 使用車両

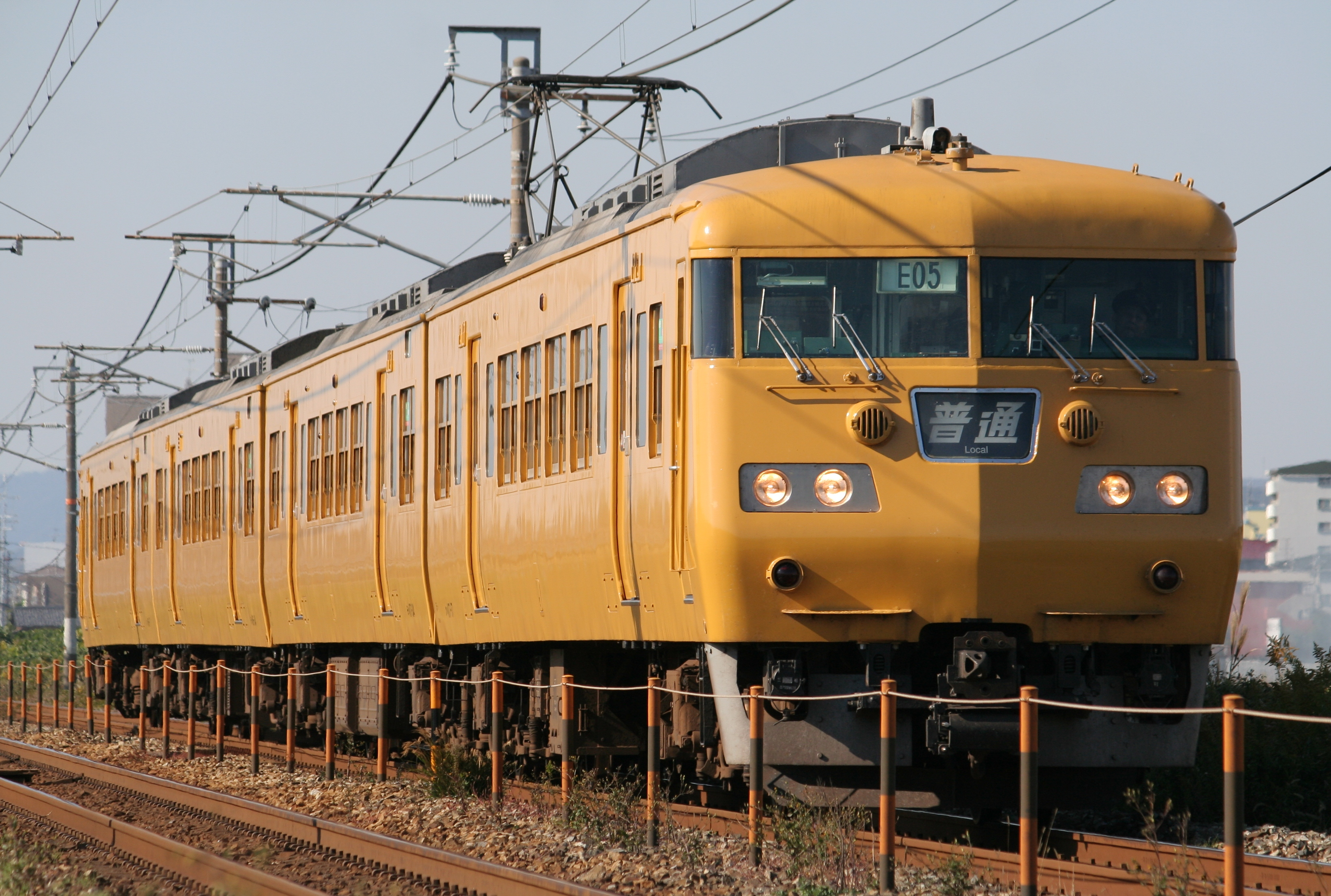
普通列車として運用されている117系（地域色）

原則117系4両編成で運転されている。一部列車を除いてワンマン運転を行っていたが、停車駅がすべて開閉式自動改札設置駅でもあるため車内で料金収受は行っていない、いわゆる都市型ワンマン列車であった。かつては専用塗装で運行されていたが、2016年までに地域色に変更された。
運用されていた117系は関西地区の新快速用の一部を短編成化・塗色変更のうえ転用したもので、それ以前は115系に専用ヘッドマークをつけて運転されていた。また、マリンライナー用（当時）でグリーン車組み込みの213系電車が、早朝の列車で103系電車が、快速「チボリ号」の間合いの221系電車も一部列車に使用されたことがある。
2009年3月14日のダイヤ改正以前の水曜日でなおかつ保守工事による運休が発生した場合は、115系電車が代わりに充当される列車が一部にあった。115系が充当される場合にはワンマン列車とならず車掌が乗務していた。また、三原行きの1便（2725M）においては213系が運用に就いていたことがあり、この列車もワンマン運転非対応の3両編成が充当されるため車掌が乗務していた。
運行終了後の2023年に登場した227系500番台にも「サンライナー Sun Liner」の種別表示（フルカラーLEDの白文字でラインカラーなし）が用意され、一般公開で表示されたことがある。

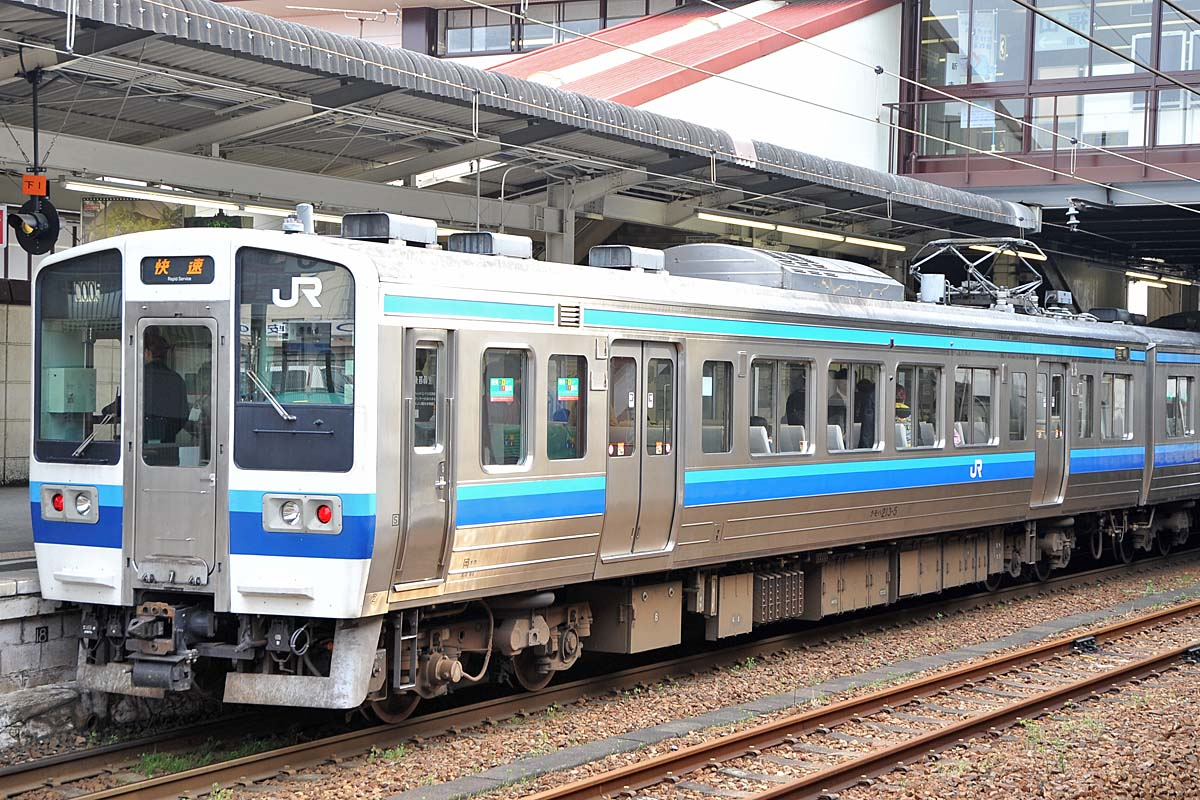
213系電車で運転される「サンライナー」
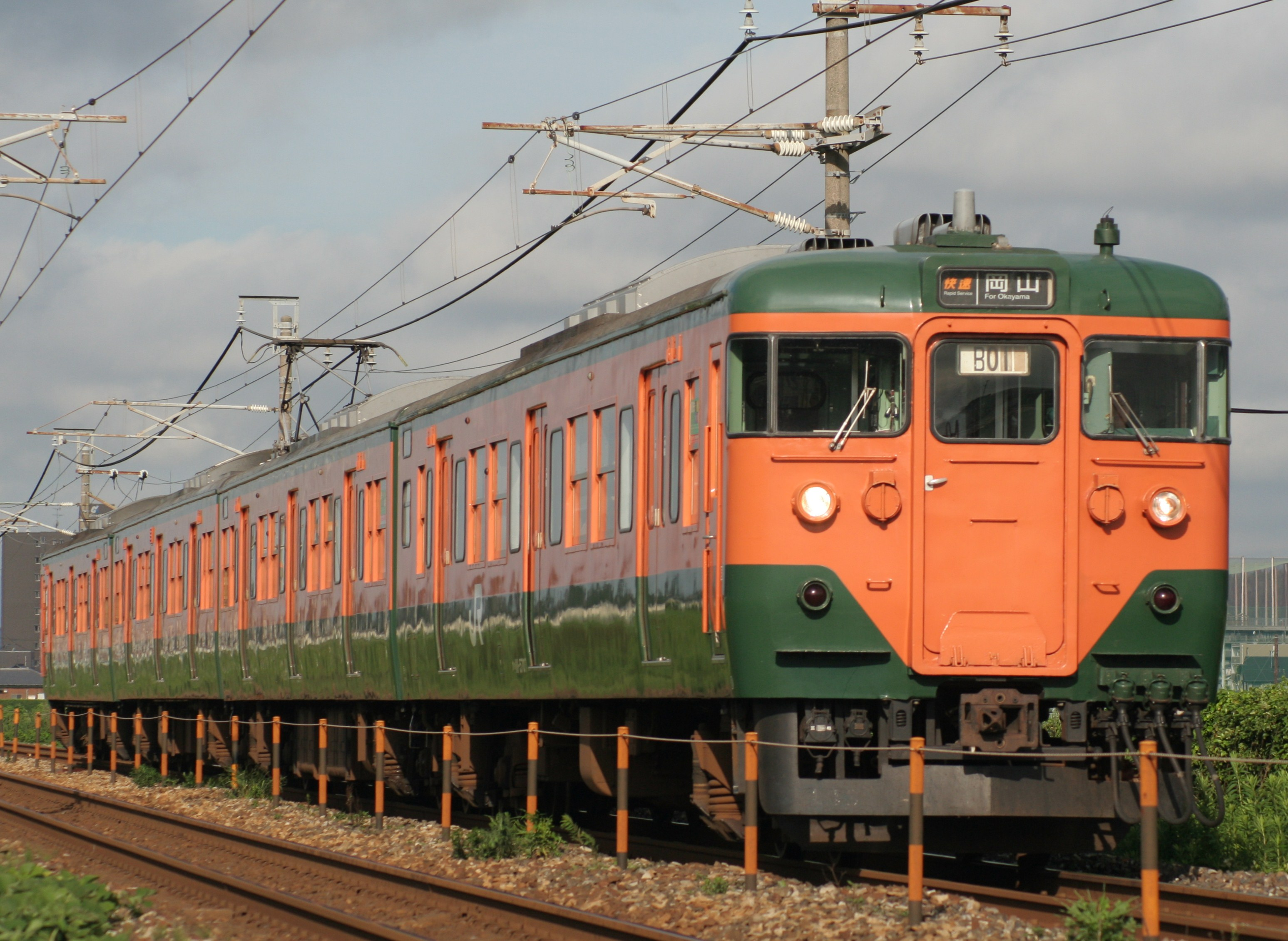
113系電車で運転される「サンライナー」

## 沿革

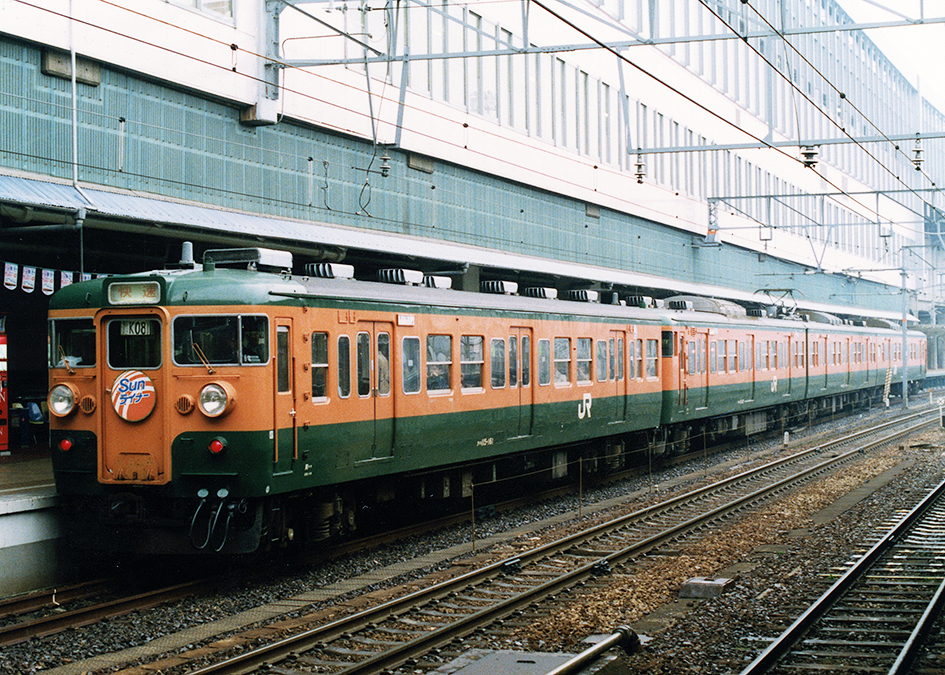
115系電車 「Sunライナー」（1992年、岡山駅）

- 1989年（平成元年）3月11日 - 「Sunライナー」として運行を開始。

当初は115系電車（朝夜の1往復のみ213系電車）で運転されていた。
- 年月日不明：「Sunライナー」から「サンライナー」に名称を変更。
- 1992年（平成4年） - 117系電車が導入され、本数の増発を実施。
- 1997年（平成9年） - 倉敷チボリ公園開園により同園への観光アクセス列車として、姫路駅 - 福山駅間で臨時快速「チボリ号」を運行。

「チボリ号」は朝夕の「サンライナー」1往復を区間延長したもので、朝は姫路発、夕方は福山発で、姫路 - 岡山間は相生駅・和気駅・瀬戸駅に停車していた。
車両は221系電車（網干総合車両所）の場合と117系電車の場合があった。また、117系を使用する場合は正面の種別幕を通常の「快速サンライナー」ではなく「快速」とし、221系を使用する場合は、正面にヘッドマークを取り付けていたため、間合いで当該車両により運転された「サンライナー」も「チボリ号」となることが、当時の交通新聞社刊『JR時刻表』や『ポケット時刻表』などにただし書きされていた。
- 1999年（平成11年）12月4日 - 一部の列車がワンマン運転となる[4]。
- 2002年（平成14年） - 乗車率の低迷により、「チボリ号」の運行を終了。
- 2009年（平成21年）3月14日 - この日行われたダイヤ改正より、日中の運転が中止され、朝と夕方以降の運転となる。
- 2015年（平成27年）3月14日 - 笠岡始発だった朝の上り1本が福山始発に延長されるとともに、東福山駅が上り1本を除く全列車の停車駅に追加される[5]。
- 2018年（平成30年）3月17日 - 朝の岡山行1本が北長瀬駅・庭瀬駅・中庄駅に停車する[6]。
- 2019年（平成31年）3月16日 - 朝の岡山行き2本が普通列車に格下げされ[7]、夕方以降のみの運転となる。これにより、北長瀬駅・庭瀬駅・中庄駅・鴨方駅・里庄駅が事実上停車駅から外れ、東福山駅は全列車停車となる。
- 2021年（令和3年）
  - 3月13日 - 土休日の運行本数が上下16本から上下3本へと大幅に削減される[8]。
  - 10月2日 - 平日下りの運行本数が10本から8本へ削減される[9]。
- 2022年（令和4年）3月12日：ダイヤ改正に伴い廃止[1]。